# 스티브 루이스
스티브 루이스(Steve Lewis, 본명: 스티븐 얼 루이스, Steven Earl Lewis, 1969년 5월 16일 ~ )는 전 미국 육상 경기 선수이며, 1988년 하계 올림픽과 1992년 하계 올림픽에서 3개의 금메달을 획득했다.
로스앤젤레스에서 태어난 스티브 루이스는 로널드 무어(Ronald Moore)의 지도 하에 로스앤젤레스 제트(Los Angeles Jets) 청소년 트랙 클럽에서 트랙을 시작했고 나중에 배닝 고등학교(Banning High School)에 다녔다. 2학년을 마친 후 캘리포니아 주 프리몬트에 있는 아메리칸 고등학교로 전학하여 1987년에 졸업했다. 아메리칸 고등학교에 다니는 동안 그는 육상 경기에 출전했으며 여전히 400미터에서 미션 밸리 체육 리그 기록을 보유하고 있다. 1986년과 1987년에 CIF 캘리포니아 스테이트 미트에서 우승했다. 계속해서 UCLA에 다녔다. UCLA 신입 선수였던 루이스는 1988년에 눈부신 한 해를 보냈다. 조숙한 19세의 이 소년은 400m 부문에서 세계 주니어 역대 최고 기록을 완전히 새로 썼을 뿐만 아니라 올림픽 금메달을 통해 시니어 경기에서도 자신의 기량을 입증했다.
루이스는 1988년 이전에는 완전히 무명인 사람이 아니었다. 1987년 미국 주니어 선수권 대회에서 개인 최고 기록인 45초 76을 세웠지만, 미국 올림픽 선발 시험에서 44초 61이라는 세계 주니어 신기록을 세우며 8강에서 우승했을 때 많은 사람들이 눈치채지 못하게 했다. 그리고 다음 날 44.11로 준결승에서 우승하면서 이번에는 슬쩍 꺾었다. 이러한 성과에도 불구하고 루이스는 그의 선배인 부치 레이놀즈와 그의 UCLA 팀 동료인 대니 에버렛에게 큰 패배를 당하여 44초 37의 기록으로 결승전에서 3위에 그쳤다.
서울 올림픽에서는 레이놀즈가 금메달 유력 후보였으며 루이스의 기회를 진지하게 받아들이는 사람은 거의 없었다. 그러나 올림픽 결승전에서 루이스는 레이놀즈가 저지하는 동안 초반에 빠른 속도를 냈다. 레이놀즈가 결승선에 가까워졌음에도 불구하고 루이스는 43.87초로 우승을 유지했으며 여전히 미국, 북미 및 세계 주니어 기록을 보유하고 있다. 스티브는 3일 후 1968년 올림픽 이래 세계 기록인 2분 56초 16의 세계 기록과 동급인 미국 400m 계주 팀의 일원으로서 두 번째 금메달을 획득했다.
1988년 말까지 루이스는 역대 주니어 400m 경주 상위 10개 중 7위를 기록했다.
1990년에 그는 400m NCAA 챔피언십에서 우승했고, 같은 대회에서 미국 육상 챔피언십에서도 우승했다.
1992년 루이스는 다시 한 번 바르셀로나 올림픽에 출전해 400m에서 은메달, 400m 계주에서 금메달을 획득해 이전에 루이스가 갖고 있던 세계 기록(2분 55초 74)을 경신했다. 1988년 올림픽 동점을 도왔다.
루이스의 나머지 경력은 부상과 지속적인 바이러스 질병으로 인해 영향을 받았으며 다시는 주요 국제 선수권 대회에 참가하지 않았다.
루이스는 2004년 UCLA 육상 명예의 전당에 헌액되었다. 2019년에는 국립 육상 명예의 전당에 헌액되었다.